# Nazirock (genere musicale)
Il nazirock o nazi-rock è uno stile di musica rock che si ispira all'ideologia nazionalsocialista o adotta simbologie e costumi di quella.

## Storia
Emerso alla fine degli anni 1970 con la sottocultura skinhead, il nazirock si sarebbe diffuso in tutta Europa e Oltreoceano durante il decennio seguente. Nel 1994, Alberto Dentice dichiarò che i gruppi ispirati al nazismo scritturati dalle etichette di riferimento Rock-O-Rama e Rebelles Européens fossero centocinquanta. Gli artisti di estrema destra sono talvolta riusciti a vendere fino a diecimila copie dei loro dischi e a far arrivare fino a duecento persone ai loro concerti. In qualche rara circostanza, il rock nazista avrebbe ispirato gruppi di un certo successo come i Rammstein (che però, stando a diverse fonti, si sarebbero limitati ad adottarne l'estetica a mero fine provocatorio). Il genere ha ancora oggi il suo status di musica "sotterranea".

## Caratteristiche
Il nazirock si caratterizza per l'esigua durata dei brani, e le sonorità aggressive e veloci che lo accostano talvolta al punk e all'heavy metal. I testi riflettono certe idee politiche di estrema destra, inneggiano alla violenza e trattano temi come la xenofobia e il nazionalismo.